# Reichsratswahl 1891

Reichsteile und Kronländer der Österreichisch-Ungarischen Monarchie:
Cisleithanien
Transleithanien
Bosnien und Herzegowina (Seit 1878 verwaltet, 1908 annektiert)

Die Reichsratswahl 1891 wurde von 2. bis zum 4. März 1891 in Cisleithanien abgehalten.

## Wahlsystem
Seit 1873 galt in Cisleithanien das Kurienwahlrecht. Die Wähler wurden nach ihrem Stand und Vermögen in vier Kurien eingeordnet. Die Kurien waren Großgrundbesitzer, Handels- und Gewerbekammern, Groß- und Mittelbauern und alle anderen in Städten lebenden männlichen Bürger, die jährlich mindestens 10 Gulden (ab 1882 fünf Gulden) direkte Steuern entrichteten. Dies entsprach insgesamt 6 % der erwachsenen Bevölkerung. In der Kurie der Großgrundbesitzer waren auch Frauen solchen Besitzes vertreten.

## Wahlergebnis
Als Sieger der Wahl gingen mit 103 Sitzen die deutschen Liberalen hervor. Danach folgte der Hohenwartklub. Die Jungtschechen holten 70 Sitze und der Polenklub 58 Sitze.